# Sweet Dreams (álbum)
Sweet Dreams es el álbum debut del grupo alemán La Bouche, lanzado el 10 de julio de 1995. Incluyó los éxitos mundiales "Be My Lover" y "Sweet Dreams".

## Canciones
| N.º   | Título                                    | Escritor(es)                                   | Duración |  |
| 1.    | «Be My Lover»                             | G.A. Saraf, L. McCray, M. Thornton, A. Brenner | 3:58     |  |
| 2.    | «Sweet Dreams»                            | G.A. Saraf, L. McCray, M. Thornton, A. Brenner | 3:23     |  |
| 3.    | «Fallin' In Love»                         | Ann Marie Hamilton, Dan Hamilton               | 3:30     |  |
| 4.    | «Where Do You Go»                         | G. Mart, J. Walls, Bischof-Fallenstein         | 4:08     |  |
| 5.    | «I'll Be There»                           | I. Klarmann-F.Weber                            | 4:10     |  |
| 6.    | «Do You Still Need Me»                    | D. Kawohl, G. Mart, M. Applegate               | 3:35     |  |
| 7.    | «I Love to Love»                          | G.A. Saraf, L. McCray, A. Brenner              | 3:59     |  |
| 8.    | «The Heat Is On»                          | G. Mart, Bischof-Fallenstein                   | 3:42     |  |
| 9.    | «Poetry In Motion»                        | G. Mart, M. Applegate                          | 3:40     |  |
| 10.   | «Shoo Bee Do Bee Do (I Like It That Way)» | G. Mart, J. Walls, Bischof-Fallenstein         | 3:58     |  |
| 11.   | «Nice ‘N’ Slow»                           | G.A. Saraf, L. McCray, M. Thornton, A. Brenner | 3:58     |  |
| 12.   | «Fallin' In Love (Spike Mix)»             | Ann Marie Hamilton, Dan Hamilton               | 4:15     |  |
| 13.   | «Be My Lover (House Mix)»                 | G.A. Saraf, L. McCray, M. Thornton, A. Brenner | 3:56     |  |
| 14.   | «Tonight Is The Night»                    | G.A. Saraf, M. Thornton, M. Romeo, A. Brenner  | 3:53     |  |
| 54:05 |                                           |                                                |          |  |

## Créditos
- Fabricante: BMG
- Distribuido por: BMG
- Publicado por: Neue Welt Musikverlag, Edition Beam, Warner-Tamerlane Publishing Corp., FMP Songs, Songs Of Logic, Irving Music, Inc., Edition Touch & Go Music, Edition Interaudio
- A&R [A & R Direction]: Carmen Cacciatore, Dave Novik
- Dirección de arte: Sean Mosher-Smith
- Director de arte: Douglas Biro, Ria Lewerke
- Ingenieros: Bernd Berwanger, Tobias Freund
- Productor ejecutivo: Thor Enterprises
- Masterización: Leon Zervos
- Mix: FMP
- Fotografía: Michael Halsband
- Programación: Wonder, Cobra, P.J. Wilder

## Listas
| Lista (1995)                    | Mejor posición |
| ------------------------------- | -------------- |
| Alemania (Media Control Charts) | 3              |
| Austria (Ranking Musical)       | 12             |
| Finlandia (Mitä hittiä)         | 2              |
| Noruega (VG-lista)              | 26             |
| Países Bajos (MegaCharts)       | 41             |
| Suecia (Sverigetopplistan)      | 29             |
| Suiza (Schweizer Hitparade)     | 2              |
| Lista (1996)                    | Mejor posición |
| Australia (ARIA Charts)         | 10             |
| Canadá (RPM 100 Albums)         | 38             |
| Estados Unidos (Billboard 200)  | 28             |
| Nueva Zelanda (RIANZ)           | 6              |

## Certificaciones
| País                  | Certificación | Fecha                    | Ventas certificadas |
| --------------------- | ------------- | ------------------------ | ------------------- |
| Alemania - BVMI       | Oro           | 1995                     | 250,000             |
| Canadá - Music Canada | Oro           | 24 de septiembre de 1997 | 50,000              |
| Estados Unidos - RIAA | Oro           | 19 de marzo de 1996      | 500,000             |
| Suiza - IFPI Schweiz  | Oro           | 1995                     | 25,000              |